# A Skylit Drive
A Skylit Drive es una banda estadounidense de post-hardcore californiano formado en el año 2005. La banda ha lanzado un DVD, un EP y cinco álbumes de estudio: Wires...and the Concept of Breathing (2008), Adelphia (2009), Identity on Fire (2011), Rise (2013) y, más recientemente, ASD (2015). La banda ha realizado giras internacionales como cabeza de cartel y acto de apoyo. En 2017, la banda se separó después de una disputa entre el guitarrista Nick Miller y el vocalista Michael Jagmin.

## Historia

### She Watched the Skyy salida de Blake (2005-2008)
Los miembros se conocieron en Lodi High School, en Lodi, California. A Skylit Drive lanzó el EP She Watched the Sky (Ella observa el cielo), el 23 de enero de 2007, por Tragic Hero Records. Después de eso la banda estuvo de gira con Four Letter Lie, Blessthefall, Scary Kids Scaring Kids, Greeley Estates, Oh, Sleeper, The Blackout, Alesana, Before Their Eyes, Dance Gavin Dance, Kenotia, Pierce the Veil y From First to Last.
Jordan Blake dejó la banda a mediados de la gira, a mediados de noviembre de 2007, debido a problemas a las úlceras, lo que le dificultaba cantar. La salida de Blake era un mutuo acuerdo entre él y los demás miembros del grupo. Blake ahora forma parte de Watchout! Theres Ghosts!, JbdJ y Trances.
Tras la salida de Blake de A Skylit Drive, Jonny Craig (el que ha trabajado con Westerhalts, Ghost Runner on Third, Dance Gavin Dance, Emarosa, Isles & Glaciers) fue vocalista en algunos shows.

### Wires... and the Concept of Breathing(2008-2009)
La versión demo de Knights of the Round fue interpretada en vivo por Jonny Craig, en noviembre del 2007. Aunque Craig había escrito la letra de la canción, sólo el coro de la canción se conservó para su grabación. Michael "Jag" Jagmin (ex-Odd Project) y Craig Mabbitt (ex-Blessthefall) habían salido de sus bandas respectivamente, y estaban interesados en entrar a ASD. Al final Jagmin fue seleccionado para unirse a la banda, ya que Mabbitt se había integrado a Escape the Fate.
El 20 de mayo la banda lanzó su primer álbum de larga duración, Wires... and the Concept of Breathing (Alambres... y el concepto de la respiración). El álbum alcanzó el número 171 en el Billboard EE.UU. 200, así como #9 en el Top Heatseekers Chart y #20 en la lista Top Independent Albums. La banda se unió al Bamboozle 2008, luego hizo un tour con Sky Eats Airplane, Breathe Carolina, y Emarosa.
La banda estuvo de gira con Greeley Estates, August Burns Red, Sky Eats Airplane, This or the Apocalypse, Escape the Fate, Alesana, Chiodos y Silverstein a mediados del 2008. Ahí se filmó el DVD Let Go of the Wires, el que se lanzó a finales de ese año.
A mediados de noviembre, la banda lanzó los videos Wires...and the Concept of Breathing y This isn't the End, de su álbum debut. Tiempo después se lanzaron los videos Knights of the Round, All It Takes for Your Dreams to Come True y I'm Not a Thief, I'm a Treasure Hunter. El 9 de diciembre se lanzó el DVD Let Go of the Wires, el que contiene sus videos musicales y presentaciones en vivo.
El 19 de diciembre de 2008, se anunció que A Skylit Drive sería una parte del Vans Warped Tour 2009 cartel.

### Adelphia(2009-2010)
En el DVD la banda anunció que su disco se llamaría Glaciers, nombre que fue rechazado. El 26 de mayo de 2009, la banda lanzó el sencillo digital Those Cannons Could Sink a Ship, perteneciente a su nuevo álbum. Adelphia fue lanzado el 9 de junio de 2009 y alcanzó el puesto número 64 en el Billboard 200. La banda lanzó un video musical de Those Cannons Could Sink a Ship el 19 de octubre de 2009, dirigido por Spence Nicholson.
El 8 de enero de 2009, la banda anunció que pertenecía a Fearless Records. La banda participó en el Warped Tour 2009. Luego estuvo de gira con Senses Fail, desde el 30 de septiembre, por Estados Unidos. Luego la banda partió a Europa por primera vez.
El 6 de diciembre de 2009, la banda grabó un cover de Journey, Separate Ways (Worlds Apart), para el Punk Goes Classic Rock de Fearless.
Durante febrero y marzo de 2010, la banda estuvo de gira con We Came As Romans, Of Mice & Men, The Word Alive, liderados por Alesana, bajo el The Emptiness Tour, el que promocionaba su último disco. Luego los llevó a Reino Unido, Europa y Latinoamérica. We Came As Romans, Of Mice & Men, The Word Alive dejaron la gira, Emarosa y Bury Tomorrow los acompañaron en algunas presentaciones.

### Identity On Fire (2010-2012)
Jagmin indicó que la banda comenzaría a escribir y grabar un seguimiento de Adelphia en el medio de 2010 e indicó que el álbum iba a tener un lanzamiento a principios de 2011. La banda anunció en mayo de 2010 que Desires of Sires se estrenará en su gira de Adelphia . En julio de 2010 se anunció que el 6 pieza había entrado en el estudio de grabación junto con Cameron Webb . La banda estaba en el "Average Guys with Exceptional Hair" tour con bandas entre ellas Woe, Is Me, For All Those Sleeping, Motionless in White y Scarlett O'Hara. El 7 de diciembre de 2010, la banda anunció la lista de canciones para el álbum y una fecha fijada el 15 de febrero de 2011. Viajaron a mediados de enero y febrero con Underoath, Thursday, y Animals as Leaders, y dio a conocer un vídeo musical de "Too Little Too Late" el 12 de enero de 2011. Formaban parte de la Warped Tour 2011 en la arena Ernie Ball. La banda también anunció una gira europea a finales de 2011 , junto con Woe, Is Me, I Set My Friends on Fire, y Sleeping with Sirens, y también lanzaron un cover de "Love the Way You Lie" para el Punk Goes... Compilation.
El 20 de enero de 2012 A Skylit Drive lanzó el video de "The Cali Buds", vía Altpress.com, y en febrero tuvieron una gira en el sudoeste de Asia con la banda australiana For This Cause.

### Rise (2012-2013)
A mediados del 2012 la banda había comenzado la preproducción y entró en el estudio con Cameron Mizell en junio de 2013. El 21 de septiembre de 2012, el guitarrista Joey Wilson confirmó que había dejado la banda , citando que era "tiempo para los dos para pasar a cosas diferentes".
La banda grabó un nuevo sencillo; titulado "Fallen", que fue lanzado el 30 de noviembre de 2012 en el canal de YouTube de la banda. Después de dos álbumes, A Skylit Drive regresó a Tragic Hero Records citando esto "Necesitábamos un poco más de atención personal, (y que eran) sólo capaz de darnos un poco de atención más personal. Querían que estemos en la posición donde estábamos seguros con el álbum". El 26 de noviembre, la banda se embarcó en Nut Up or Shut Up tour, apoyando blessthefall. Además de preproducción se llevó a cabo en febrero de 2013 en Los Ángeles. Además de preproducción se llevó a cabo en febrero de 2013 en Los Ángeles.
Fue anunciado el 22 de abril de 2013, que la banda entró en el estudio de una semana antes de seguir escribiendo su álbum con Jim Wirt mientras Kit Walters, Mitchell Marlow y Al Jacobs también participaron. Con el tiempo disponible para ellos, Jagmin explicó"definitivamente dimos cada canción más tiempo de lo que fuimos alguna vez capaz de antes. Todo se hizo menos las voces en dos canciones , así que tuve un mes entero a escribir las voces de dos canciones ". En abril de 2013, la banda tocó en el festival de rock Summer Slam XIII Til Death Do Us Part rock festival, en Manila, Filipinas. Mientras que la preproducción con Jim Wirt en Cleveland en el inicio de mayo.
Las sesiones oficiales de grabación con el productor Cameron Mizell comenzó el 1 de junio en el Chango Studios en Lake Mary, Florida. Batería, bajo, guitarra y electrónica se completaron a mediados de junio, con la banda en movimiento al estudio de Cameron Mizell en Phoenix, para grabar las voces. La banda terminó de grabar el 30 de junio de 2013. El 18 de julio, la banda anunció que su nuevo álbum tendría el título Rise, y saldrá a la venta el 24 de septiembre, seguido por una gira como cabeza de cartel en apoyo de la nuevo álbum. El baterista La Quay comentó que "(Nosotros) realmente se sentó durante casi nueve meses, y (...) escribió un montón de canciones y tenía un montón de diferentes oídos en él, y un montón de diferentes perspectivas sobre el mismo". el 31 de julio, la banda lanzó el primer título individual y de la pista de su nuevo álbum, "Rise". A mediados de agosto, la banda lanzó la lista de canciones y anunció una gira australiana apoyo Dream On, Dreamer de noviembre de 2013. El 6 de septiembre, la banda lanzó el segundo sencillo del álbum titulado "Unbreakable".
Rise vendió más de 10 000 copias en su primera semana de lanzamiento, dejando Jagmin comentar que el álbum había "cogido en más rápido que los demás". En marzo-abril de 2014 eran un soporte-acto en el Memphis May Fire "The Unconditional Tour". También anunciaron que una vez más se estarán presentando en el Warped Tour para la temporada 2014.

### Salida de Brian y Cory, Rise: Ascensión y quinto álbum de larga duración (2014-2021)
El 21 de octubre, Brian junto con Cory en sus cuentas de Instagram anunciaron que sean caminos separados con la banda debido a un desacuerdo musical con los otros miembros de la banda.
El mismo día, Michael, Nick y Kyle anunciaron que seguirán adelante, y que en enero de 2015 un nuevo álbum, titulado Rise: Ascension, se dará a conocer. El disco será una versión acústica de los de larga duración anterior, Rise. También un quinto álbum de larga duración saldrá el verano de 2015.
El 6 de marzo de 2015, anunciaron los nuevos miembros que son Michael Labelle (ex Of Reverie, Preeminent) en guitarra y Brandon Richter (Antes de Motionless In White) en batería.

### Renacimiento. Los dos A Skylit Drive (2022)
Los integrantes originales (con la ausencia del teclista Kyle Simmons) de la banda se han reunido por el 15 aniversario del lanzamiento de su primer discho "She Watched the Sky". Tras este encuentro, han decidido volver a los escenarios con el mismo nombre. En la actualidad, y a falta de resolverlo legalmente, existen dos grupos con el nombre "A Skylit Drive".

## Integrantes

### Antes de la disputa
|  | Formación final - Michael Jagmin - voz líder (2008–2017), bajo - Nick Miller – guitarra líder (2012–2017), guitarra rítmica (2005–2012; sólo en estudio 2012–2013) - Michael Labelle – guitarra rítmica, voz gutural (2015-2017) - Kyle Simmons – teclados, piano, sintetizador (2005–2017), bajo (occasionalmente 2012–2014, 2014–2017), guitarra rítmica (en vivo 2012–2013, 2013–2015), batería, percusión (2014-2015, 2016-2017) | Antiguos miembros - Curtis Danger – bajo (2005) - Jordan Blake – voz líder (2005–2007, muerto en 2023) - Joey Wilson – guitarra líder (2005–2012) - Brian White – bajo, voz gutural, coros limpios (2005–2014) - Cory La Quay – batería, percusión, coros guturales (2005–2014) - Brandon Richter – batería, percusión (2015–2016) | Antiguos miembros de gira - Jonny Craig – voz líder (2007) - Craig Mabbit – voz líder (2007) - Justin Trotta – guitarra rítmica (2010) - Jim Wirt – bajo (2014–2015) - Bret Wier – batería, percusión (2014–2015) - Domicick Martino – batería, percusión (2016) - Ian Seth – batería, percusión (2016–2017) |

Linea de tiempo

### Después de la disputa
|  | Signals - Michael Jagmin - voz líder, bajo (2018–presente) - Jon Kintz – guitarra líder, teclados, piano, sintetizador, programación (2018–presente), voz gutural, guitarra rítmica, batería, percusión (2018-2022) - Louie Caycoya – guitarra rítmica, voz gutural (2022-presente) - Casey "KC" Marotta – batería, percusión (2022-presente) | Formación original - Jordan Blake – voz líder (2022–2023, su muerte) - Joey Wilson – guitarra líder (2022–2023) - Nick Miller – guitarra rítmica (2022–2023) - Brian White – bajo, voz gutural, coros limpios (2022–2023) - Cory La Quay – batería, percusión, coros guturales (2022–2023) |

## Discografía
Álbumes de estudio
- Wires...and the Concept of Breathing (2008)
- Adelphia (2009)
- Identity on Fire (2011)
- Rise (2013)
- ASD  (2015)

EPs
- She Watched the Sky (2007)